# Elena Gilles
Elena Gilles (* 1989 in Hanau) ist eine deutsche Kanusportlerin.

## Leben
Elena Gilles, die Mitglied der Hanauer Ski- und Kanugesellschaft (SKG) ist, widmete sich von Anfang an dem Kanusport, wobei sie und ihre Klubkameradin Karoline Sinsel sich zu so erfolgreichen Kanupolo-Sportlerinnen entwickelten, dass beide schon bald zum Kader der deutschen Kanu-Nationalmannschaft gehörten. 2009 und 2013 nahmen beide an den World Games teil. Erneut gehörten sie bei den World Games 2017 in Breslau zur deutschen Mannschaft, mit der sie im Kanupolo die Goldmedaille gewannen. Im August 2017 nahmen sie mit der deutschen Nationalmannschaft an den Europameisterschaften in Saint-Omer teil und wurden Europameister im Kanupolo.
Als Präsidiumsmitglied von Athleten Deutschland engagiert sie sich für ein besseres Sportsystem, das den Athletinnen und Athleten Schutz, Perspektive und eine Stimme bieten soll. Beim DOSB setzt sie sich insbesondere für die nichtolympischen Sportarten ein.

## Auszeichnungen
Im Jahr 2014 war Gilles für den World Paddle Award in der Kategorie „Sportswoman of the Year“ nominiert.
Für den Gewinn der Goldmedaille im Kanu-Polo wurden Elena Gilles und ihre Mannschaftkolleginnen am 13. Oktober 2017 von Bundespräsident Steinmeier mit dem Silbernen Lorbeerblatt ausgezeichnet.